# Endomorfi
En endomorfi er en homomorfisk funktion fra et matematisk objekt til objektet selv.
En bijektiv endomorfi kaldes en automorfi.
| Matematik | Spire Denne artikel om matematik er en spire som bør udbygges. Du er velkommen til at hjælpe Wikipedia ved at udvide den. |